# UMKニュース
『UMKニュース』（ユーエムケーニュース）は、テレビ宮崎で放送されているローカルニュース番組である。

## 概要
テレビ宮崎は、FNN・NNN・ANNのクロスネット局であるため、3系列のニュースが1970年4月1日の開局以来毎日放送されている。
同局ではFNNの全国ニュースは朝と夕方に、NNNの全国ニュースは深夜に、ANNの全国ニュースは昼に放送されている。

## 放送時間

### 朝枠
- 日曜 6:00 - 6:15
  - 中身は『FNNニュース』であるが、その際のタイトルを『UMKニュース』（FNN冠無し）に差し替えている。

### 昼枠
- 土曜 11:54頃
- 日曜 11:57頃
  - 宮崎県内のローカルニュースとその後に天気予報を放送。平日とは違い、土日はローカル枠が設定されているため放送時間は固定されている。
- 平日は2021年1月12日より「You & Live Smile」（月曜 - 木曜 11:25 - 11:45、金曜 11:20 - 11:45)に内包され、ANNニュースにローカル枠がない。

### 夜枠
- 毎日 20:54 - 21:00
  - 宮崎県内のローカルニュース。その後に天気予報へと続く。
  - 2018年3月31日までは、月曜日・火曜日・水曜日・木曜日と土曜日が『THE NEWSα Pick』（フジテレビ、以前は『ユアタイム クイック』←『こんやのニュース』←『FNN NEWS Pick Up』←『FNNレインボー発』←『FNNニュース・明日の天気』）のネットで、ローカルニュースは金曜日・日曜日のみだった。
  - かつて日曜日は『NNNニューススポット』（日本テレビ）であったが、2008年9月28日に『NNNニューススポット』が終了してからはローカルニュースを放送している。

### その他
- 『news zero』・『Going!Sports&News』において、ローカルニュースへの差し替えは緊急時を除き行われない。

## 夕方のローカルニュース
- 1970年4月1日のテレビ宮崎開局当初は、包括的な報道提携を結んでいる宮崎日日新聞が全面的に製作した『UMKローカルニュース』という番組を放送。

- 司会者も宮日の記者やデスクが日替わりで担当していたが、1975年3月31日に『UMKニュース6:45』となった際に、UMKのスタッフも加わって「宮日・UMK共同制作」となったが、事実上UMKに製作を委譲する格好となった。

- その後、『UMKニュース6:45』は半年で終了し、『UMKニュース』に改題。後に時間枠を拡大し、1979年10月1日に『UMKニュースレポート』がスタートするまで続いた。

### 現在のタイトル
- #Link

#### 過去のタイトル
| 期間      | 期間      | 月曜 - 金曜                    | 土曜                           | 日曜                           |
| --------- | --------- | ------------------------------ | ------------------------------ | ------------------------------ |
| 1970.4.1  | 1975.3.30 | UMKローカルニュース            | UMKローカルニュース            | FNNテレビ日曜夕刊              |
| 1975.3.31 | 1975.9.30 | UMKニュース6:45                | UMKニュース6:45                | FNNテレビ日曜夕刊              |
| 1975.10.1 | 1979.9.30 | UMKニュース                    | FNNテレビ土曜夕刊              | FNNテレビ日曜夕刊              |
| 1979.10.1 | 1980.3.30 | UMKニュースレポート            | FNNテレビ土曜夕刊              | FNNテレビ日曜夕刊              |
| 1980.3.31 | 1985.3.31 | UMKニュースレポート            | FNNニュースレポート5:30        | FNNニュースレポート5:30        |
| 1985.4.1  | 1985.4.17 | UMKニュースレポート            | UMKニュース                    | UMKニュース                    |
| 1985.4.18 | 1992.3.31 | UMKニュースリポート            | UMKニュース                    | UMKニュース                    |
| 1992.4.1  | 1996.3.31 | UMKスーパータイム              | UMKスーパータイム              | UMKニュース                    |
| 1996.4.1  | 1997.3.30 | UMKスーパータイム              | UMKスーパータイム              | UMKスーパータイム              |
| 1997.3.31 | 1998.3.29 | FNN UMKニュース ザ・ヒューマン | FNN UMKニュース ザ・ヒューマン | FNN UMKニュース ザ・ヒューマン |
| 1998.3.30 | 2001.4.1  | UMKスーパーニュース            | UMKスーパーニュース            | UMKスーパーニュース            |
| 2001.4.2  | 2018.4.1  | UMKスーパーニュース            | UMKスーパーニュースWEEKEND     | UMKスーパーニュースWEEKEND     |
| 2018.4.2  | 2023.4.2  | UMKスーパーニュース            | UMKスーパーニュース            | UMKスーパーニュース            |
| 2023.4.3  | 現在      | #Link                          | FNN Live News イット!          | FNN Live News イット!          |

- UMKニュース土曜ライナー
- UMK奥さまニュース FNN - 『FNN奥さまニュース』のタイトル差し替え。
- UMKニュースアタック - 『ショットガン』のタイトル差し替え。

## 全国ニュース

### 朝ニュース（FNN）
- 月曜日 - 土曜日は、FNN発の全国ネット生放送番組（『めざましテレビ』と『めざましどようび』）の中で定時放送（重大事件・重大事故の場合は放送内容の大半がニュースに当てられる場合がある）。ただし土曜日は、1996年10月5日から放送開始。それ以前には土曜日朝のニュース枠は設けなかった。
- 日曜日 6:00 - 6:15 - 中身は『FNNニュース』であるが、その際のタイトルを「UMKニュース」（FNN冠無し）に差し替えている。2002年10月6日放送開始。それ以前には日曜日朝のニュース枠は設けなかった[2]。

#### 現在のタイトル
- FNNニュース（日曜のみ）

#### 過去のタイトル
| 期間      | 期間      | 月曜 - 金曜                           | 土曜                     | 日曜                    |
| --------- | --------- | ------------------------------------- | ------------------------ | ----------------------- |
| 1970.4.1  | 1975.9.30 | FNNテレビ朝刊（第1期）                | FNNテレビ朝刊（第1期）   | FNNテレビ朝刊（第1期）  |
| 1975.10.1 | 1977.3.31 | FNNニュース7:30                       | FNNテレビ朝刊            | FNNテレビ朝刊           |
| 1977.4.1  | 1982.3.31 | FNNテレビ朝刊（第2期）                | FNNテレビ朝刊（第2期）   | FNNテレビ朝刊（第2期）  |
| 1982.4.1  | 1986.3.31 | FNNモーニングワイド ニュース&スポーツ | サンケイテレニュースFNN  | サンケイテレニュースFNN |
| 1986.4.1  | 1988.5.22 | FNNモーニングコール                   | サンケイテレニュースFNN  | サンケイテレニュースFNN |
| 1988.5.23 | 1990.4.1  | FNNモーニングコール                   | 産経テレニュースFNN      | 産経テレニュースFNN     |
| 1990.4.2  | 1991.4.7  | FNN朝駆け第一報!                      | 産経テレニュースFNN      | 産経テレニュースFNN     |
| 1991.4.8  | 1993.3.31 | FNN World Uplink                      | 産経テレニュースFNN      | 産経テレニュースFNN     |
| 1993.4.1  | 1994.3.31 | FNN おはよう!サンライズ               | 産経テレニュースFNN      | 産経テレニュースFNN     |
| 1994.4.1  | 1997.9.28 | めざましテレビ                        | 産経テレニュースFNN      | 産経テレニュースFNN     |
| 1997.9.29 | 1998.3.29 | めざましテレビ                        | めざましテレビ週末号     | 産経テレニュースFNN     |
| 1998.3.30 | 2000.3.26 | めざましテレビ                        | FNNニュース・土曜朝一番! | 産経テレニュースFNN     |
| 2000.3.27 | 2003.9.28 | めざましテレビ                        | FNNニュース              | 産経テレニュースFNN     |
| 2003.9.29 | 2016.3.27 | めざましテレビ                        | めざましどようび         | 産経テレニュースFNN     |
| 2016.3.28 | 現在      | めざましテレビ                        | めざましどようび         | FNNニュース             |

### 昼ニュース（ANN）

#### 現在のタイトル
- ANNニュース[4]
- FNNニュース（FNSの日の放送の日曜日）
  - FNSの日の放送では、番組内で一旦中断して11:50 - 12:00まで『ANN NEWS』を2010年まで放送したが[5]、2011年以降は『FNNニュース』を放送している。

#### 過去のタイトル
| 期間      | 期間      | 番組名              |
| --------- | --------- | ------------------- |
| 1970.4.1  | 1975.3.30 | ANNニュース         |
| 1975.3.30 | 1993.4.4  | ANNニュースライナー |
| 1993.4.5  | 現在      | ANNニュース         |

### 平日午後ニュース（FNN、現在は終了）

#### 過去のタイトル
| 期間      | 期間      | 番組名                  |
| --------- | --------- | ----------------------- |
| 1970.4.1  | 1982.3.31 | FNN奥さまニュース       |
| 1982.4.1  | 1988.5.27 | サンケイテレニュースFNN |
| 1988.5.30 | 1993.9.30 | 産経テレニュースFNN     |
| 1993.10.1 | 1994.9.30 | FNNニュース             |
| 1994.10.3 | 1995.9.29 | FNNニュース2:00         |
| 1995.10.2 | 1997.3.28 | FNN Five to 4:00        |
| 1997.3.31 | 1999.3.31 | FNNニュース3:50         |

### 夕方ニュース（FNN）

#### 現在のタイトル
- Live News イット!（全曜日）
- FNNニュース（年末年始・FNSの日の放送の日曜日・特別番組等で『Live News イット!』が放送休止の場合）

#### 過去のタイトル
| 期間      | 期間      | 月曜 - 金曜                   | 土曜                           | 日曜                           |
| --------- | --------- | ----------------------------- | ------------------------------ | ------------------------------ |
| 1970.4.1  | 1970.10.4 | FNNニュース                   | FNNニュース                    | FNNテレビ日曜夕刊              |
| 1970.10.5 | 1975.9.28 | FNNニュース6:30               | FNNニュース6:30                | FNNテレビ日曜夕刊              |
| 1975.9.29 | 1978.10.1 | FNNニュース6:30               | FNNテレビ土曜夕刊              | FNNテレビ日曜夕刊              |
| 1978.10.2 | 1980.3.30 | FNNニュースレポート6:00       | FNNテレビ土曜夕刊              | FNNテレビ日曜夕刊              |
| 1980.3.31 | 1984.9.30 | FNNニュースレポート6:00       | FNNニュースレポート5:30        | FNNニュースレポート5:30        |
| 1984.10.1 | 1985.3.31 | FNNスーパータイム             | FNNニュースレポート5:30        | FNNニュースレポート5:30        |
| 1985.4.1  | 1997.3.30 | FNNスーパータイム             | FNNスーパータイム              | FNNスーパータイム              |
| 1997.3.31 | 1998.3.29 | FNNニュース555 ザ・ヒューマン | FNNニュース ザ・ヒューマン     | FNNニュース ザ・ヒューマン     |
| 1998.3.30 | 2001.4.1  | FNNスーパーニュース           | FNNスーパーニュース            | FNNスーパーニュース            |
| 2001.4.2  | 2015.3.29 | FNNスーパーニュース           | FNNスーパーニュースWEEKEND     | FNNスーパーニュースWEEKEND     |
| 2015.3.30 | 2018.4.1  | みんなのニュース              | FNN みんなのニュース Weekend   | FNN みんなのニュース Weekend   |
| 2018.4.2  | 2019.3.31 | プライムニュース イブニング   | FNNプライムニュース イブニング | FNNプライムニュース イブニング |
| 2019.4.1  | 現在      | Live News it!                 | Live News it!                  | Live News it!                  |

### 20:54ニュース
ローカルニュースを中心に放送
過去のタイトル
| 期間      | 期間      | 月曜・金曜  | 火曜 - 木曜・土曜       | 日曜                |
| --------- | --------- | ----------- | ----------------------- | ------------------- |
| 1970.4.1  | 1998.3.29 | UMKニュース | FNNニュース・明日の天気 | NNNニューススポット |
| 1998.3.30 | 2008.9.28 | UMKニュース | FNNレインボー発         | NNNニューススポット |
| 2008.9.29 | 2014.3.30 | UMKニュース | FNNレインボー発         | UMKニュース         |
| 2014.3.31 | 2015.3.29 | UMKニュース | FNN NEWS Pick Up        | UMKニュース         |
| 2015.3.30 | 2016.10.2 | UMKニュース | こんやのニュース        | UMKニュース         |
| 2016.10.3 | 2017.10.1 | UMKニュース | ユアタイム クイック     | UMKニュース         |
| 2017.10.2 | 2018.4.1  | UMKニュース | THE NEWSα Pick          | UMKニュース         |
| 2018.4.2  | 現在      | UMKニュース | UMKニュース             | UMKニュース         |

### 夜ニュース（NNN）

#### 現在のタイトル
- NEWS ZERO → news zero（平日）
- Going!Sports&News（土曜・日曜）
- NNNニュース&スポーツ（年末年始・特別番組等で『news zero』が放送休止の場合）
- FNNニュース（FNSの日の放送の土曜日）
  - FNSの日の放送では、土曜日に限り『Going!Sports&News』が放送休止のため、土曜日の最終ニュースには『FNNニュース』を放送する。

#### 過去のタイトル
| 期間      | 期間      | 平日                          | 週末                          |
| --------- | --------- | ----------------------------- | ----------------------------- |
| 1970.4.1  | 1980.3.30 | NNNきょうの出来事             | NNNきょうの出来事             |
| 1980.3.31 | 1982.4.4  | The Day NNNきょうの出来事     | NNNきょうの出来事             |
| 1982.4.5  | 1988.4.3  | The Day NNNきょうの出来事     | The Day NNNきょうの出来事     |
| 1988.4.4  | 1990.3.31 | NNNきょうの出来事 Sports&News | NNNきょうの出来事             |
| 1990.4.1  | 1994.4.1  | NNNきょうの出来事 Sports&News | NNNきょうの出来事 Sports&News |
| 1994.4.2  | 2002.3.31 | NNNきょうの出来事             | NNNきょうの出来事             |
| 2002.4.1  | 2004.4.4  | NNNきょうの出来事&SPORTS MAX  | NNNきょうの出来事             |
| 2004.4.5  | 2006.9.29 | NNNきょうの出来事             | NNNきょうの出来事             |
| 2006.9.30 | 2010.3.28 | NEWS ZERO                     | NNNニュース                   |
| 2010.3.29 | 2018.9.30 | NEWS ZERO                     | Going!Sports&News             |
| 2018.10.1 | 現在      | news zero                     | Going!Sports&News             |